# المعامل (عفرين)
المعامل  قرية سوريّة تتبع إداريّاً لمحافظة حلب منطقة عفرين ناحية راجو، بلغ تعداد سكانها 1,359 نسمة حسب التعداد السكاني لعام 2004.